# 化隆回族自治县
化隆回族自治县是中华人民共和国青海省海东市下辖的一个自治县，位于青海东部。面积2740平方公里，总人口约21万人，少数民族人口占总人口的83.4%。县人民政府驻巴燕镇。化隆是兰州拉面外出务工大县，2015年遍布中国271个大中城市的14430家拉面店实现营业收入60亿元（拉面收入占农民人均纯收入的53%）。

## 人口
根據第七次人口普查數據，截至2020年11月1日零時，化隆回族自治縣常住人口為200474人。

## 地理
地理位置东经101°39′-102°42′，北纬35°48′-36°17′。与之接壤的县市有：东边民和回族土族自治县，南边隔黄河与循化撒拉族自治县、尖扎县相望，西边湟中县、贵德县，北边平安县、乐都区。境内以山地为主。

## 历史
西魏置化隆县，隶湟河郡。民国十八年（1929年）青海建省时更名巴燕县，归青海省辖，1931年改为化隆县。
1954年3月1日建立化隆回族自治区，1955年5月改称化隆回族自治县。

## 行政区划
化隆回族自治县下辖6个镇、7个乡、4个民族乡：
巴燕镇、群科镇、牙什尕镇、甘都镇、扎巴镇、昂思多镇、雄先藏族乡、初麻乡、查甫藏族乡、塔加藏族乡、金源藏族乡、二塘乡、谢家滩乡、德恒隆乡、沙连堡乡、阿什努乡、石大仓乡、李家峡管理委员会和公伯峡管理委员会。

## 民族
居民有回、汉、藏、撒拉等族，回族较多。

## 社会
化隆县是以回族为主的多民族聚居县，曾经是国家级贫困县。从20世纪90年代起，該县非法制贩枪支活动猖獗，所制的仿“五四”、仿“六四”枪支，称为“化隆造”，成为非法枪支中的一大“品牌”。该县造枪手艺源自马步芳时期当过兵的军械师，枪支普通零件就地取材，而枪管等关键零部件则来自外地。虽然“化隆造”名气很大，但实际处于非法造枪产业的下游，利润较低。警方多次展开打击行动，加上很多人已经外出卖拉面致富，近些年已经很少有非法造枪的情况了。不过，在经济不景气的情况下也会有人重操旧业，继续造枪。
化隆拉面最初源自化隆人马贵福与其朋友韩录在厦门开设的拉面馆。1988年8月，二人听说许多穆斯林客商在南方吃不到清真餐，便在厦门火车站附近开了家“清真拉面馆”。之后许多化隆人也开始拖家带口去外地开拉面馆。由于化隆名气小，而兰州牛肉面名气大，这些拉面馆多使用“兰州拉面”的名字。县政府也支持当地百姓前往外地开拉面馆，通过提供一年无息贷款、组织培训等措施帮助创业。“十二五”以来，化隆县县累计发放贴息贷款近5亿元，全县共有12万人在全国271个大中城市开办拉面店1.5万家，实现总产值近100亿元（拉面收入占农民人均纯收入的53%）。“拉面经济”已经成为当地人脱贫致富的重要途径。2020年4月，化隆县正式退出贫困县序列。